# Klugerella magnifica
Klugerella magnifica is een mosdiertjessoort uit de familie van de Cribrilinidae. De wetenschappelijke naam van de soort is voor het eerst geldig gepubliceerd in 1912 door Thornely.